# Присутствие великолепия
Присутствие великолепия (итал. Magnifica Presenza) — итальянский мистический фильм 2012 года режиссера Ферзана Озпетека.

## Сюжет
У 28-летнего гея Пьетро есть заветная мечта — стать известным актёром. Он переезжает в Рим и начинает работать в пекарне. Кроме того, ходит на актёрские пробы. Сначала он остаётся со своей двоюродной сестрой, Марией, но потом  арендует дом. Спустя некоторое время, он замечает, что в доме происходит нечто странное — мебель начинает двигаться сама по себе. Тогда он понимает, что в доме есть призраки…
Призраки актёров — участников Сопротивления являются новому жильцу и просят найти пропавшую в день их гибели актрису труппы — без неё они не могут найти то ли свободу, то ли покой — финал открытый, неясно, останутся они или исчезнут навсегда. В последних кадрах они играют перед единственным, кто может их видеть, премьеру, которая не состоялась в 1943 году.

## В ролях
| Актёр             | Роль             |
| ----------------- | ---------------- |
| Элио Джермано     | Пьетро           |
| Паола Миначчони   | Мария            |
| Джузеппе Фьорелло | Филиппо Верни    |
| Маргерита Буй     | Леа Марни        |
| Амброджо Маэстри  | Амброджо Дардини |
| Джем Йылмаз       | Юсуф Антеп       |
| Виттория Пуччини  | Беатриче Марни   |